# Nagrade Svetovnih prvenstev v nogometu
Nagrade Svetovnih prvenstev v nogometu se podeljuje pod okriljem organizacije FIFA ob koncu največjega nogometnega tekmovanja - Svetovnega prvenstva v nogometu. Delijo se posameznikom, ki so se na turnirju odlikovali s posebno uspešnimi dosežki ali izstopajoče vidnimi dejanji. 
Trenutno obstaja sledečih šest nagrad:
- Zlata žoga - za izbranega najboljšega igralca
- Zlati čevelj - za najboljšega strelca turnirja
- Jašinova nagrada - za izbranega najuspešnejšega vratarja
- Najboljši mladi igralec - za izbranega mladega igralca starega do 21 let, prva podelitev leta 2006
- FIFA fair-play - za izbrano moštvo z najmanj prejetimi kartoni, prva podelitev leta 1970
- Za najpopularnejšo ekipo - prva podelitev 1994 in se dodeli na podlagi glasovanja
- Moštvo zvezd - tako imenovano moštvo zvezdnikov, podeljuje se od leta 1990, sestavlja pa ga najboljša enajsterica igralcev turnirja po posameznih igralnih mestih.

### Zlata žoga
Zlato žogo ali tudi komercialno »Adidas Zlato žogo« podeli najboljšemu igralcu posameznega turnirja tehnični komite, ki ga imenuje FIFA. Člani komiteja izbirajo med igralci, ki jih s serijo predhodnih glasovanj določijo predstavniki medijev, torej športni novinarji.
| Turnir               | Zlata žoga      | Srebrna žoga      | Bronasta žoga                                          |
| -------------------- | --------------- | ----------------- | ------------------------------------------------------ |
| 1930 Urugvaj         | José Nasazzi    | Guillermo Stábile | José Leandro Andrade                                   |
| 1934 Italija         | Giuseppe Meazza | Ricardo Zamora    | Oldřich Nejedlý                                        |
| 1938 Francija        | Leônidas        | Silvio Piola      | György Sárosi                                          |
| 1950 Brazilija       | Zizinho         | Juan Schiaffino   | Ademir                                                 |
| 1954 Švica           | Ferenc Puskás   | Sándor Kocsis     | Fritz Walter Arhivirano 2010-06-16 na Wayback Machine. |
| 1958 Švedska         | Didi            | Pelé              | Raymond Kopa                                           |
| 1962 Čile            | Garrincha       | Josef Masopust    | Leonel Sánchez                                         |
| 1966 Anglija         | Bobby Charlton  | Bobby Moore       | Eusébio                                                |
| 1970 Mehika          | Pelé            | Gérson            | Bobby Moore                                            |
| 1974 Zahodna Nemčija | Johan Cruijff   | Franz Beckenbauer | Kazimierz Deyna                                        |
| 1978 Argentina       | Mario Kempes    | Paolo Rossi       | Dirceu                                                 |

Uradno se podeljuje od leta 1982.
| Turnir                     | Zlata žoga          | Srebrna žoga      | Bronasta žoga         |
| -------------------------- | ------------------- | ----------------- | --------------------- |
| 1982 Španija               | Paolo Rossi         | Falcão            | Karl-Heinz Rummenigge |
| 1986 Mehika                | Diego Maradona      | Harald Schumacher | Preben Elkjær         |
| 1990 Italija               | Salvatore Schillaci | Lothar Matthäus   | Diego Maradona        |
| 1994 ZDA                   | Romário             | Roberto Baggio    | Hristo Stoichkov      |
| 1998 Francija              | Ronaldo             | Davor Šuker       | Lilian Thuram         |
| 2002 Južna Koreja/Japonska | Oliver Kahn         | Ronaldo           | Hong Myung-Bo         |
| 2006 Nemčija               | Zinedine Zidane     | Fabio Cannavaro   | Andrea Pirlo          |
| 2010 Južna Afrika          | Diego Forlán        | Wesley Sneijder   | David Villa           |
| 2014 Brazilija             | Lionel Messi        | Thomas Müller     | Arjen Robben          |

### Zlati čevelj
Nagrada Zlati čevelj gre igralcu, ki je zabil največ golov na prvenstvu.
Od leta 1994 se podelita še srebrni in bronasti čevelj za drugega in tretjega strelca.
Druga novost, predstavljena leta 1994, je bila ta, da se v primeru izenačenja na prvem mestu zadetkom prištejejo asistence, in se na ta način dobi enega, najboljšega strelca.
| Turnir         | Najboljši strelec                                                            | Zadetkov |
| -------------- | ---------------------------------------------------------------------------- | -------- |
| 1930 Urugvaj   | Guillermo Stábile                                                            | 8        |
| 1934 Italija   | Oldřich Nejedlý                                                              | 5        |
| 1938 Francija  | Leônidas da Silva                                                            | 7        |
| 1950 Brazilija | Ademir                                                                       | 9        |
| 1954 Švica     | Sándor Kocsis                                                                | 11       |
| 1958 Švedska   | Just Fontaine                                                                | 13       |
| 1962 Čile      | Garrincha Vavá Leonel Sánchez Dražan Jerković Valentin Ivanov Flórián Albert | 4        |

| Turnir               | Zlati čevelj  | Zadetkov |
| -------------------- | ------------- | -------- |
| 1966 Anglija         | Eusébio       | 9        |
| 1970 Mehika          | Gerd Müller   | 10       |
| 1974 Zahodna Nemčija | Grzegorz Lato | 7        |
| 1978 Argentina       | Mario Kempes  | 6        |

- Z letom 1982 se uvede še srebrni in bronasti čevelj.

| Turnir                     | Zlati čevelj                  | Zadetkov | Srebrni čevelj                                           | Zadetkov | Bronasti čevelj                                                       | Zadetkov |
| -------------------------- | ----------------------------- | -------- | -------------------------------------------------------- | -------- | --------------------------------------------------------------------- | -------- |
| 1982 Španija               | Paolo Rossi                   | 6        | Karl-Heinz Rummenigge                                    | 5        | Zico                                                                  | 4        |
| 1986 Mehika                | Gary Lineker                  | 6        | Diego Maradona Careca Emilio Butragueño                  | 5        | Jorge Valdano Preben Elkjaer Larsen Alessandro Altobelli Igor Belanov | 4        |
| 1990 Italija               | Salvatore Schillaci           | 6        | Tomáš Skuhravý                                           | 5        | Roger Milla Gary Lineker Lothar Matthäus Míchel                       | 4        |
| 1994 ZDA                   | Hristo Stoichkov Oleg Salenko | 6        | Romário Jürgen Klinsmann Roberto Baggio Kennet Andersson | 5        | Gabriel Batistuta Florin Răducioiu Martin Dahlin                      | 4        |
| 1998 Francija              | Davor Šuker                   | 6        | Gabriel Batistuta Christian Vieri                        | 5        | Ronaldo Marcelo Salas Luis Hernández                                  | 4        |
| 2002 Južna Koreja/Japonska | Ronaldo                       | 8        | Rivaldo Miroslav Klose                                   | 5        | Jon Dahl Tomasson Christian Vieri                                     | 4        |
| 2006 Nemčija               | Miroslav Klose                | 5        | Hernán Crespo                                            | 3        | Ronaldo                                                               | 3        |

### Nagrada Leva Jašina
Gre za priznanje za najboljšega nogometnega vratarja. Poimenovano je po ruskem vratarju Levu Jašinu.
| Turnir               | Vratarji iz moštva zvezd |
| -------------------- | ------------------------ |
| 1930 Urugvaj         | Enrique Ballesteros      |
| 1934 Italija         | Ricardo Zamora           |
| 1938 Francija        | František Plánička       |
| 1950 Brazilija       | Roque Máspoli            |
| 1954 Švica           | Gyula Grosics            |
| 1958 Švedska         | Harry Gregg              |
| 1962 Čile            | Viliam Schrojf           |
| 1966 Anglija         | Gordon Banks             |
| 1970 Mehika          | Ladislao Mazurkiewicz    |
| 1974 Zahodna Nemčija | Jan Tomaszewski          |
| 1978 Argentina       | Ubaldo Fillol            |
| 1982 Španija         | Dino Zoff                |
| 1986 Mehika          | Harald Schumacher        |
| 1990 Italija         | Sergio Goycoechea        |

Nagrada Jašin je bila uradno prvič podeljena leta 1994.
| Turnir                     | Prejemnik          |
| -------------------------- | ------------------ |
| 1994 ZDA                   | Michel Preud'homme |
| 1998 Francija              | Fabien Barthez     |
| 2002 Južna Koreja/Japonska | Oliver Kahn        |
| 2006 Nemčija               | Gianluigi Buffon   |

### Najboljši mladi igralec
Prvič podeljena v Nemčiji leta 2006. 
| Turnir                     | Najmlajši igralec | Starost |
| -------------------------- | ----------------- | ------- |
| 1958 Švedska               | Pelé              | 17      |
| 1962 Čile                  | Florian Albert    | 20      |
| 1966 Anglija               | Franz Beckenbauer | 20      |
| 1970 Mehika                | Teofilo Cubillas  | 21      |
| 1974 Zahodna Nemčija       | Władysław Żmuda   | 20      |
| 1978 Argentina             | Antonio Cabrini   | 20      |
| 1982 Španija               | Manuel Amoros     | 21      |
| 1986 Mehika                | Enzo Scifo        | 20      |
| 1990 Italija               | Robert Prosinečki | 21      |
| 1994 ZDA                   | Marc Overmars     | 21      |
| 1998 Francija              | Michael Owen      | 18      |
| 2002 Južna Koreja/Japonska | Landon Donovan    | 20      |

Nagrada za najboljšega mladega igralca Gillette se od 2006 imenuje po sponzorju, znamki britvic Gillette. 
|              | Prejemnik      | Starost |
| ------------ | -------------- | ------- |
| 2006 Nemčija | Lukas Podolski | 21      |

### FIFA Fair Play trofeja
Trofejo za Fair Play dobi ekipa, ki je ocenjena za najkorektnejšo. Podeljuje se moštvom, ki se uvrstijo v drugi del tekmovanja. Najprej je bila certifikat, v obdobju 1982-1994 so podeljevali trofejo Sport Billy.
| Turnir                     | Dobitnik FIFA Fair Play trofeje |
| -------------------------- | ------------------------------- |
| 1970 Mehika                | Peru                            |
| 1978 Argentina             | Argentina                       |
| 1982 Španija               | Brazilija                       |
| 1986 Mehika                | Brazilija                       |
| 1990 Italija               | Anglija                         |
| 1994 ZDA                   | Brazilija                       |
| 1998 Francija              | Anglija Francija                |
| 2002 Južna Koreja/Japonska | Belgija                         |
| 2006 Nemčija               | Brazilija Španija               |

### Najpopularnejša ekipa
Nagrada za moštvo, ki naj bi imelo najpozitivnejši pristop k igri. 
| Turnir                     | Nagrajeno moštvo |
| -------------------------- | ---------------- |
| 1994 ZDA                   | Brazilija        |
| 1998 Francija              | Francija         |
| 2002 Južna Koreja/Japonska | Južna Koreja     |
| 2006 Nemčija               | Portugalska      |

### Moštvo zvezd
Tako imenovano moštvo zvezd, trenutno poimenovano MasterCard moštvo zvezd po sponzorju nagrade, je seznam 23 igralcev, ki jih izbere tehnična skupina, imenovana s strani organizacije FIFA. Seznam, oziroma število igralcev na njem, se je povečal iz 11 na 16 leta 1998, kasneje pa na 23. 
| Turnir                     | Vratar                                | Branilci                                                                                                | Srednji                                                                                                  | Napadalci                                                                      |
| -------------------------- | ------------------------------------- | --- | --- | ------------------------------------------------------------------------------ |
| 1930 Urugvaj               | Enrique Ballesteros                   | José Nasazzi Milutin Ivković                                                                            | Luis Monti Alvaro Gestido José Andrade                                                                   | Pedro Cea Héctor Castro Héctor Scarone Guillermo Stabile Bert Patenaude        |
| 1934 Italija               | Ricardo Zamora                        | Jacinto Quincoces Eraldo Monzeglio                                                                      | Luis Monti Attilio Ferraris Leonardo Cilaurren                                                           | Giuseppe Meazza Raimundo Orsi Enrique Guaita Matthias Sindelar Oldřich Nejedlý |
| 1938 Francija              | František Plánička                    | Pietro Rava Alfredo Foni Domingos da Guia                                                               | Michele Andreolo Ugo Locatelli                                                                           | Silvio Piola Gino Colaussi György Sárosi Gyula Zsengellér Leônidas             |
| 1950 Brazilija             | Roque Máspoli                         | Erik Nilsson José Parra Víctor Rodríguez Andrade                                                        | Obdulio Varela Bauer                                                                                     | Alcides Ghiggia Zizinho Ademir Jair Juan Alberto Schiaffino                    |
| 1954 Švica                 | Gyula Grosics                         | Ernst Ocwirk Djalma Santos José Santamaría                                                              | Fritz Walter József Bozsik                                                                               | Helmut Rahn Nándor Hidegkuti Ferenc Puskás Sándor Kocsis Zoltan Czibor         |
| 1958 Švedska               | Harry Gregg                           | Djalma Santos Bellini Nílton Santos                                                                     | Danny Blanchflower Didi                                                                                  | Pelé Garrincha Just Fontaine Raymond Kopa Gunnar Gren                          |
| 1962 Čile                  | Viliam Schrojf                        | Djalma Santos Cesare Maldini Valeriy Voronin Karl-Heinz Schnellinger                                    | Zagallo Zito Josef Masopust                                                                              | Vavá Garrincha Leonel Sánchez                                                  |
| 1966 Anglija               | Gordon Banks                          | George Cohen Bobby Moore Vicente Silvio Marzolini                                                       | Franz Beckenbauer Mário Coluna Bobby Charlton                                                            | Florian Albert Uwe Seeler Eusébio                                              |
| 1970 Mehika                | Ladislao Mazurkiewicz                 | Carlos Alberto Atilio Ancheta Franz Beckenbauer Giacinto Facchetti                                      | Gérson Roberto Rivellino Bobby Charlton                                                                  | Pelé Gerd Müller Jairzinho                                                     |
| 1974 Zahodna Nemčija       | Sepp Maier                            | Berti Vogts Ruud Krol Franz Beckenbauer Paul Breitner                                                   | Wolfgang Overath Kazimierz Deyna Johan Neeskens                                                          | Rob Rensenbrink Johan Cruyff Grzegorz Lato                                     |
| 1978 Argentina             | Ubaldo Fillol                         | Berti Vogts Ruud Krol Daniel Passarella Alberto Tarantini                                               | Dirceu Teofilo Cubillas Rob Rensenbrink                                                                  | Roberto Bettega Paolo Rossi Mario Kempes                                       |
| 1982 Španija               | Dino Zoff                             | Luizinho Júnior Claudio Gentile Fulvio Collovati                                                        | Zbigniew Boniek Falcão Michel Platini Zico                                                               | Paolo Rossi Karl-Heinz Rummenigge                                              |
| 1986 Mehika                | Harald Schumacher                     | Josimar Manuel Amoros Júlio César                                                                       | Jan Ceulemans Jean Tigana Michel Platini Diego Maradona                                                  | Preben Elkjær Larsen Emilio Butragueño Gary Lineker                            |
| 1990 Italija               | Sergio Goycoechea Luis Gabelo Conejo  | Andreas Brehme Paolo Maldini Franco Baresi                                                              | Diego Maradona Lothar Matthäus Dragan Stojkovic Paul Gascoigne                                           | Salvatore Schillaci Roger Milla Jürgen Klinsmann                               |
| 1994 ZDA                   | Michel Preud'homme                    | Jorginho Márcio Santos Paolo Maldini                                                                    | Dunga Krasimir Balakov Gheorghe Hagi Tomas Brolin                                                        | Romário Hristo Stoichkov Roberto Baggio                                        |
| 1998 Francija              | Fabien Barthez José Luis Chilavert    | Roberto Carlos Marcel Desailly Lilian Thuram Frank de Boer Carlos Gamarra                               | Dunga Rivaldo Michael Laudrup Zinedine Zidane Edgar Davids                                               | Ronaldo Davor Šuker Brian Laudrup Dennis Bergkamp                              |
| 2002 Južna Koreja/Japonska | Oliver Kahn Rüştü Reçber              | Roberto Carlos Sol Campbell Fernando Hierro Hong Myung-Bo Alpay Özalan                                  | Rivaldo Ronaldinho Michael Ballack Claudio Reyna Yoo Sang-Chul                                           | Ronaldo Miroslav Klose El Hadji Diouf Hasan Şaş                                |
| 2006 Nemčija               | Gianluigi Buffon Jens Lehmann Ricardo | Roberto Ayala John Terry Lilian Thuram Philipp Lahm Fabio Cannavaro Gianluca Zambrotta Ricardo Carvalho | Zé Roberto Patrick Vieira Zinedine Zidane Michael Ballack Andrea Pirlo Gennaro Gattuso Luís Figo Maniche | Hernán Crespo Thierry Henry Miroslav Klose Francesco Totti                     |

Trikrat imenovani v moštvo zvezd: 
- Franz Beckenbauer - 1966, 1970, in 1974
- Djalma Santos - 1954, 1958 in 1962

Nogometaši z dvema izboroma:
Luis Monti (1930 z Argentino in 1934 z Italijo), Garrincha (1958 in 1962), Pelé (1958 in 1970), Bobby Charlton (1966 in 1970), Teofilo Cubillas (1970 in 1978), Rob Rensenbrink (1974 in 1978), Berti Vogts (1974 in 1978), Paolo Rossi (1978 in 1982), Michel Platini (1982 in 1986), Diego Maradona (1986 in 1990), Paolo Maldini (1990 in 1994), Dunga (1994 in 1998), Roberto Carlos, Rivaldo, in Ronaldo (1998 in 2002), Lilian Thuram in Zinedine Zidane (1998 in 2006), Michael Ballack in Miroslav Klose (2002 in 2006).